# A Lenda de El-Rei D.Sebastião
A Lenda de El-Rei D.Sebastião é o título do primeiro EP da banda portuguesa Quarteto 1111, lançado em 1967.
O EP fez uso de novas técnicas de gravação e da utilização do teclado, guitarra elétrica, contrastando a melodia mais melancólica com a música popular à época, o yé-yé, de acordo com Ruben de Carvalho.
A música-tema do EP foi a primeira música portuguesa passada no mítico programa Em Órbita, de Cândido Mota, do Rádio Clube Português, em agosto de 1967, decisão que provocou polémica entre a equipa responsável, e que levou à leitura de uma justificação para os ouvintes, que foi escrita por Jorge Gil e intepretada por Cândido Mota. O teledisco foi lançado no programa                                     Discorama, a 2 de dezembro de 1967.
É baseada na lenda do rei D. Sebastião e do seu desaparecimento em Alcácer-Quibir, que deu origem a todo um corpo mitológico acerca do seu regresso conhecido como Sebastianismo, sendo uma das músicas mais premiadas de Portugal.

## Faixas
| Lado A |                                  |         |  |
| N.º    | Título                           | Duração |  |
| 1.     | "A Lenda De El-Rei D. Sebastião" | 3:28    |  |
| 2.     | "Os Faunos"                      | 2:36    |  |

| Lado B |                  |         |  |
| N.º    | Título           | Duração |  |
| 3.     | "Fantasma "Pop"" | 2:34    |  |
| 4.     | "Gente"          | 2:03    |  |